# Thanh Luận
Thanh Luận là một xã thuộc huyện Sơn Động, tỉnh Bắc Giang, Việt Nam.

## Địa lý
Xã Thanh Luận nằm ở phía nam huyện Sơn Động, có vị trí địa lý: 
- Phía đông giáp xã Long Sơn và tỉnh Quảng Ninh
- Phía tây giáp thị trấn Tây Yên Tử
- Phía nam giáp tỉnh Quảng Ninh
- Phía bắc giáp xã Tuấn Đạo.

Xã có diện tích 49,08 km², dân số năm 2008 là 3.705 người, mật độ dân số đạt 75 người/km².

## Lịch sử
Ngày 21 tháng 8 năm 1958, Bộ Nội vụ ra Nghị định số 254-NV chia xã Thanh Luận thành hai xã: Thanh Luận và Thanh Sơn.
Ngày 6 tháng 11 năm 2008, Chính phủ ban hành Nghị định số 05/NĐ-CP. Theo đó, thành lập thị trấn Thanh Sơn trên cơ sở điều chỉnh 1.267,5 ha diện tích tự nhiên và 2.856 người của xã Thanh Sơn, 713,4 ha diện tích tự nhiên và 1.280 người của xã Thanh Luận.
Sau khi điều chỉnh địa giới hành chính, xã Thanh Luận còn lại 4.907,6 ha diện tích đất tự nhiên và 3.705 người.